# 崇福寺 (葛飾区)
崇福寺（そうふくじ）は、東京都葛飾区にある曹洞宗の寺院。

## 歴史
1613年（慶長18年）、香山泰厳によって開山された。香山泰厳は1600年（慶長5年）に現在の東京都中央区日本橋浜町に庵を結んでいたが、那波藩藩主酒井忠世が帰依したことにより、忠世を開基とする寺を創建した。これが当寺の起源である。
1657年（明暦3年）の明暦の大火後、浅草松清町（現・東京都台東区西浅草）に移転し、酒井家の菩提寺として繁栄した。
酒井家との縁により、寺紋は酒井家の家紋を使っている。また将門塚がある場所は、かつての酒井家上屋敷内であることから、酒井家の依頼により当寺住職が出向いて、平将門の供養をしていた。
1923年（大正12年）の関東大震災で伽藍を焼失し、1928年（昭和3年）に現在地に移転した。

## 墓所
- 福田竹庵（歌人）
- 長谷川雪洞（画家）

## 交通アクセス
- 京成高砂駅より徒歩6分（経路案内）。